# Hussam Abu Safiya
Hussam Idris Abu Safiya (arabisch حسام إدريس أبو صفية, DMG Ḥusām Idrīs Abū Ṣafīya; * 21. November 1973 in Dschabaliya, Gazastreifen) ist ein palästinensischer Kinderarzt und Neonatologe. Ab Februar 2024 war er Direktor des Kamal-Adwan-Krankenhauses im Gazastreifen. Am 27. Dezember 2024 wurde das Krankenhaus von der israelischen Armee zerstört und Idris Abu Safiya festgenommen. Die Verhaftung wurde von internationalen Organisationen scharf kritisiert.

## Leben
Abu Safiya stammt aus einer angesehenen Familie und lebte im Flüchtlingslager Dschabaliya im Gouvernement Nord-Gaza. Seine Familie kam aus der palästinensischen Stadt Hamama und wurde nach der Entvölkerung während des Palästinakrieges 1948 vertrieben. Abu Safiya zog zum Medizinstudium nach Türkistan (Kasachstan). Dort lernte er die Kasachin Elbina kennen und sie heirateten. Nach seinem Universitätsabschluss kehrten Abu Safiya und seine Frau 1998 in den Gazastreifen zurück und ließen sich in Dschabaliya nieder.
Abu Safiya spezialisierte sich auf Pädiatrie und Neonatologie, erlangte einen Master-Abschluss und bestand die palästinensischen Prüfungen. Er begann als Arzt für das Gesundheitsministerium von Gaza zu arbeiten und wurde später Leiter der Kinderabteilung des Kamal-Adwan-Krankenhauses in Beit Lahia, einem wichtigen Krankenhauses im Norden des Gazastreifens. Im Februar 2024 wurde Abu Safiya Direktor des Krankenhauses und löste Ahmed al-Kahlout ab.
Zusätzlich zu seiner Arbeit am Kamal Adwan Krankenhaus war Abu Safiya auch leitender Arzt der Wohltätigkeits-NGO MedGlobal für Gaza. Die BBC berichtete im Januar 2025, Abu Safiya werde von den israelischen Streitkräften verdächtigt, einen Rang innerhalb der Hamas zu bekleiden. Die israelische Webseite Ynetnews und das Jewish News Syndicate berichteten, ebenfalls im Januar 2025, Abu Safiya habe in der Hamas-Organisation den Rang eines Obersts inne.

## Israel-Hamas-Krieg und Krankenhausbelagerungen
Nach Ausbruch des Krieges zwischen Israel und der Hamas im Oktober 2023 wurde das Kamal-Adwan-Krankenhaus mehrmals von den israelischen Streitkräften belagert. Trotz der häufigen Bombardierungen zogen Abu Safiya und seine Familie dauerhaft in das Krankenhaus. Trotz Versorgungs- und Stromknappheit konnte Abu Safiya die Kapazität des Krankenhauses während des Krieges von 120 auf 200 Betten erhöhen. Die israelischen Streitkräfte beschuldigten das Krankenhaus, Hamasmitgliedern Schutz zu gewähren, und Abu Safiya wurde mindestens viermal von israelischen Soldaten verhört.
Das Kamal-Adwan-Krankenhaus wurde im Dezember 2023 und Mai 2024 von der israelischen Armee belagert. Ab Oktober 2024 stand das Krankenhaus bis Dezember 2024 unter fast ununterbrochenem Beschuss. Am 25. Oktober wurde Abu Safiya kurzzeitig festgenommen und inhaftiert, bevor er wieder freigelassen wurde. Am selben Tag wurde sein 15-jähriger Sohn Ibrahim bei einem Drohnenangriff auf den Eingang des Krankenhauses getötet. Später wurden Luftaufnahmen veröffentlicht, die zeigen, wie Abu Safiya im Hof des Krankenhauses die Trauerfeier für Ibrahim durchführt. Zwischen November 2024 und seiner Festnahme im darauffolgenden Monat begann Abu Safiya, den Krankenhausalltag auf Instagram zu dokumentieren.
Am 23. November 2024 wurde Abu Safiya bei einem Drohnenangriff auf das Krankenhaus verletzt, als er nach einer Operation sein Büro betrat. Er wurde durch Granatsplitter am Bein verletzt.
Abu Safiya und seine Familie lehnten Angebote der israelischen Streitkräfte ab, das Kamal-Adwan-Krankenhaus vor dessen Evakuierung zu verlassen. Auf die Frage, warum er nicht in den Süden floh, erklärte er dem Spiegel gegenüber: „Ich bin ein Sohn des Nordens, warum sollte ich in den Süden gehen?“.

## Krankenhausevakuierung und Festnahme
Im Dezember 2024 wurde Abu Safiya von mehreren internationalen Nachrichtensendern interviewt. Am 23. Dezember sagte er gegenüber NBC News, dass israelisches Scharfschützenfeuer und Panzergranaten unter anderem die Säuglings- und Entbindungsstation des Kamal-Adwan-Krankenhauses beschädigt hätten.
Am 27. Dezember führte die israelische Armee eine Zwangsevakuierung des Krankenhauspersonals und der Patienten durch. Es wurden Aufnahmen veröffentlicht, die zeigen, wie Abu Safiya das Krankenhaus verlässt und sich einem israelischen Panzer nähert, wo er einem Soldaten die Hand schüttelt, bevor er in den Panzer steigt. Das Gesundheitsministerium von Gaza berichtete, Abu Safiya sei zum Verhör in ein Internierungslager gebracht worden. Die israelische Armee berichtete, dass nach der Evakuierung des Krankenhauses 240 Personen festgenommen worden seien, und bezeichnete es als „Hochburg der Hamas“.  Frauen im Krankenhaus, darunter Abu Safiyas Frau, wurden in das Indonesische Krankenhaus in Bait Lahya evakuiert. Das Kamal Adwan Hospital wurde nach der Evakuierung für geschlossen erklärt.
Nachdem die israelische Armee zunächst erklärt hatte, sie habe „keine Hinweise“ darauf, dass Abu Safiya festgenommen oder inhaftiert sei, bestätigte sie am 3. Januar, dass gegen ihn wegen des Verdachts ermittelt werde, „einen Rang“ innerhalb der Hamas zu bekleiden. Während Abu Safiyas Aufenthaltsort nicht mitgeteilt wurde, berichteten sowohl Front Line Defenders als auch der Euro-Mediterranean Human Rights Monitor, dass Aussagen mehrerer palästinensischer Gefangener nahelegten, dass Abu Safiya nach einem ersten Verhör und Schlägen an einem Ort in Al-Fakhura in Jabalia in das für Folter berüchtigte Militärstützpunkt Sde Teiman im Negev gebracht worden sei und dass sich sein Gesundheitszustand seit seiner Inhaftierung deutlich verschlechtert habe. Gefangene, die mit Abu Safiya im Kamal Adwan Krankenhaus gearbeitet hatten, bestritten, dass er Mitglied der Hamas gewesen sei.
Am 9. Januar 2025 wurde Abu Safiya zu einer Gerichtsverhandlung vor dem Militärgericht in Aschkelon gebracht, wo seine Haft bis zum 13. Februar verlängert wurde. Das Al-Mezan-Zentrum für Menschenrechte berichtete, dass ihm bis zum 22. Januar der Zugang zu einem Anwalt verwehrt worden sei und dass er und seine Familie nicht über die Anhörung in Aschkelon informiert worden seien.
Am 11. Februar 2025 durfte Abu Safiya seinen Anwalt im Ofer-Gefängnis im besetzten Westjordanland treffen. Während des Treffens berichtete Safiya, er sei verschiedenen Formen von Folter und erniedrigender Behandlung ausgesetzt gewesen, darunter gewaltsames Entkleiden, Fesselungen und stundenlanges Sitzen auf scharfkantigem Kies. Er sei auch körperlichen Misshandlungen durch Schläge mit Schlagstöcken und Elektroschockern ausgesetzt gewesen. Safiya berichtete ferner von 25 Tagen Einzelhaft, von denen er 10 Tage lang fast ununterbrochen verhört wurden sei. Trotz mehrfacher Bitten um medizinische Versorgung sei ihm durch die israelischen Behörden die Behandlung seiner Herzerkrankung verweigert worden.

## Reaktionen

### Internationale Institutionen
Weltgesundheitsorganisation: Die Weltgesundheitsorganisation gab an, nach der Evakuierung des Kamal-Adwan-Krankenhauses den Kontakt zu Abu Safiya verloren zu haben. WHO-Direktor Tedros Adhanom Ghebreyesus, der in einem eindringlichen Appell die sofortige Freilassung des Krankenhausdirektors forderte und betonte, dass Krankenhauseinrichtungen in Gaza keine Schlachtfelder sein dürfen.
Mitglieder des Europäischen Parlaments: 21 Mitglieder des Europäischen Parlaments, darunter Manon Aubry und Barry Andrews, reichten eine Parlamentarische Anfrage an die Hohe Vertreterin der EU Außen- und Sicherheitspolitik, Kaja Kallas, ein, in der sie zur Freilassung von Abu Safiya, diplomatischem Druck auf Israel und zum Schutz medizinischen Personals in Gaza aufrufen.
Sonderberichterstatter der Vereinten Nationen: UN-Sonderberichterstatterinnen wie Francesca Albanese und Tlaleng Mofokeng verurteilten die Festnahme als Teil eines Musters, das das Recht auf Gesundheit in Gaza systematisch untergräbt.

### Nichtstaatliche Organisationen
Im April 2025 schrieben das International Centre of Justice for Palestinians, die Hind Rajab Foundation und das Global Legal Action Network an den britischen Generalstaatsanwalt, um einen Haftbefehl gegen den israelischen Außenminister Gideon Sa’ar wegen des Angriffs auf das Kamal Adwan Krankenhaus und der Inhaftierung von Abu Safiya zu beantragen.
Amnesty International kritisierte die Festnahme scharf und forderte unmissverständlich die Freilassung, da das hohe Folter- und Misshandlungsrisiko inhaftierter Mediziner nicht hinnehmbar sei. Auch das Council on American-Islamic Relations, der Euro-Mediterranean Human Rights Monitor, und Front Line Defenders forderten aus denselben Gründen Hussam Abu Safiyas Freilassung.